# Oscar Lee Gray
Oscar Lee Gray (* 2. Juli 1865 in Mississippi; † 2. Januar 1936 in Shreveport, Caddo Parish, Louisiana) war ein US-amerikanischer Rechtsanwalt, Richter und Politiker (Demokratische Partei).

## Werdegang
Oscar Lee Gray besuchte die Gemeinschaftsschule im Choctaw County und graduierte dann 1885 an der University of Alabama in Tuscaloosa. Danach unterrichtete er mehrere Jahre. Er studierte Jura und fing nach seiner Zulassung zum Anwalt in Alabama an zu praktizieren. Ferner war er als superintendent of education in Choctaw County tätig. Gray war zwischen 1904 und 1910 Solicitor am ersten Gerichtsbezirk von Alabama. Er nahm 1912 als Delegierter an der Democratic National Convention teil. Danach wurde er in den 64. US-Kongress gewählt und in den nachfolgenden 65. US-Kongress wiedergewählt. Er war im US-Repräsentantenhaus vom 4. März 1915 bis zum 3. März 1919 tätig. Danach nahm er seiner Tätigkeit als Anwalt wieder auf. Im November 1934 wurde er zum Richter am ersten Gerichtsbezirk von Alabama gewählt.
Oscar Lee Gray starb 1936 in Shreveport und wurde dort auf dem Forest Park Cemetery beigesetzt.